# فيليكس غال
فيليكس غال (بالألمانية: Felix Gall)‏ هو دراج نمساوي، ولد في 27 فبراير 1998 في Nußdorf-Debant ‏ في النمسا.

## وصلات خارجية
- فيليكس غال على موقع الاتحاد الدولي للدراجات (الإنجليزية)
- فيليكس غال على موقع أرشيف الدراجات (الإنجليزية)
- فيليكس غال على موقع إحصائيات الدراجات الإحترافية (الإنجليزية)
- فيليكس غال على موقع نسبة الدراجات (الإنجليزية)